# ميخائيل مورارو
ميخائيل مورارو (بالرومانية: Mihail Moraru)‏ هو لاعب كرة قدم مولدوفي في مركز حراسة المرمى، ولد في 22 أكتوبر 1979 في كيشيناو في مولدوفا. شارك مع منتخب مولدوفا لكرة القدم. أما مع النوادي، فقد لعب مع ميلسامي أورهي ونادي بترولول بلويشتي ونادي داسيا كيشيناو.

## وصلات خارجية
- ميخائيل مورارو على موقع قاعدة بيانات كرة القدم.إي يو (الإنجليزية)
- ميخائيل مورارو على موقع ناشيونال فوتبول تيمز (الإنجليزية)
- ميخائيل مورارو على موقع Soccerway.com (الإنجليزية)